# Pierce Silver Arrow
Pierce Silver Arrow — концепт-кар, представленный Pierce Arrow в 1933 году на Нью-Йоркском автосалоне. Дизайном автомобиля занимался Джеймс Р. Хьюз, причём пять прототипов автомобиля были созданы в рекордные 3 месяца.

## История

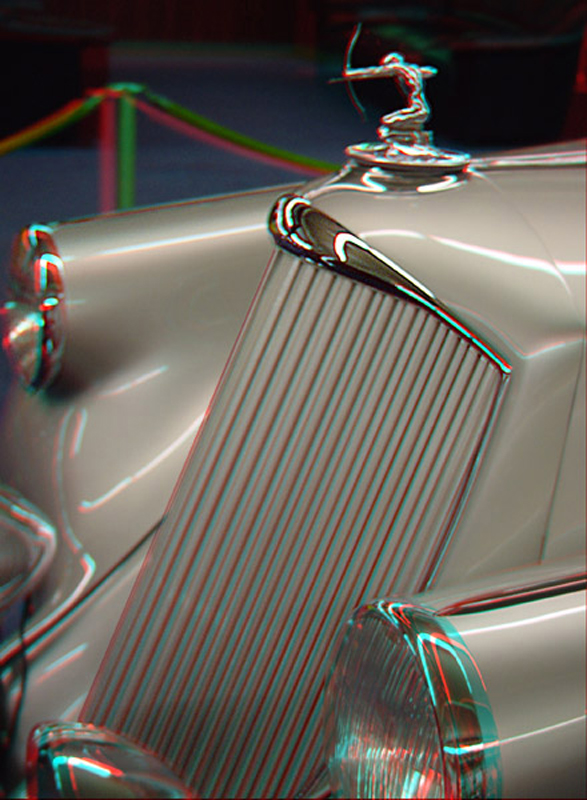
3D-изображение Silver Arrow

Автомобиль казался абсолютной сенсацией, когда был представлен, он имел очень футуристический в те времена дизайн, запасные колёса, скрытые за передними, и двигатель V12, цилиндры которого располагались под большим углом друг к другу. Максимальная скорость составляла 185 км/ч. Всего было построено несколько прототипов, однако они имели несколько иной дизайн, отличный от дизайна концепт-кара из Нью-Йорка. Цена составляла фантастические по тем временам 10,000$. На сегодняшний день осталось всего 3 модели.
Silver Arrow встречается в игре Mafia: The City of Lost Heaven и Mafia: Definitive Edition под названиями Silver Fletcher и Eckhart Fletcher, в качестве редкого элитного авто.